# حاجز أذيني بطيني
هو عبارة عن الحاجز الموجود بين الذي الاذين والبطين في القلب، تحديدا بين الاذين الأيمن والبطين الايمن ,وبين الاذين الايسر والبطين الايسر.

## البنية
يتكون الحاجز الاذيني البطيني من جزئين احدهما عضلي والثاني غشائي

### النشوء والنماء
ينتج عن اتحاد الوسادة البطنية والوسادة الظهرية ويمر من خلال هذا الحاجز القناة الاذينية البطينية

## أهميته السريرية
في بعض الحالات تحدث مشاكل في الحاجز الاذيني البطيني والتي يمكن التعرف عليها عن طريق جهاز تخطيط القلب